# Malhotice
Malhotice (deutsch Malhotitz) ist eine Gemeinde in Tschechien. Sie liegt sieben Kilometer südlich von Hranice und gehört zum Okres Přerov.

## Geographie
Malhotice befindet sich linksseitig des Baches Malhotický potok in der Kelečská pahorkatina (Keltscher Hügelland). Östlich erhebt sich die Strážné (399 m), im Westen die Boží muka (351 m) sowie nordwestlich die Dubová (348 m).
Nachbarorte sind Zbrašov, Ústí, Nové Sady und Váňův Mlýn im Norden, Skalička und Horní Těšice im Nordosten, Kelč und Rouské im Südosten, Všechovice im Süden, Horní Újezd, Býškovice und Horní Nětčice im Südwesten, Dolní Nětčice und Rakov im Westen sowie Paršovice und Opatovice im Nordwesten.

## Geschichte
Die erste schriftliche Erwähnung des Ortes erfolgte im Jahre 1321, als Nikolaus von Malchnovicz in einer Urkunde des Klosters Smilheim als Zeuge zeichnete. Die Vladiken von Malhoticz waren seit dem 14. Jahrhundert mit dem bischöflichen Lehngut Malhoticz belehnt. 1420 wurde Jan von Malhotitz als Besitzer genannt. Im Jahre 1393 wurde der Ort als Malotitz, ab 1506 als Malhotice, ab 1675 als Malhotitz und ab 1771 als Malhotitium. Um Gegensatz zu anderen Gütern des Keltscher Gaus ist für Malhotice die Beständigkeit des Lehns charakteristisch. Nach dem Erlöschen des einheimischen Vladikengeschlechts wurde im Jahre 1522 das schlesische Geschlecht Obešlík von Litultovice mit dem Gut belehnt. Sie ließen die mittelalterliche Feste zum Schloss umbauen und hielten den Besitz bis 1604. Nach der Schlacht am Weißen Berg wurde der Grundherr Jan Šťastný Podstatzky von Prusinowitz wegen seiner Beteiligung am Ständeaufstand zu einer Strafzahlung von 1800 Gulden verurteilt. Am 22. Januar 1626 kaufte der schlesische Adlige Christoph Bujakowsky von Knurow Malhotice von Zdenko Žalkovský von Žalkovice. Bujakowsky wurde Ende Oktober 1626 bei der Mansfeldischen Rebellion durch dänische Soldaten oder walachische Aufständische ermordet und das Gut fiel seinen Erben zu. Der Familienzweig Bojakowsky von Malhotitz (Bojakovský z Malhotic) besaß das Gut über 300 Jahre. Die Matriken wurden ab 1670 in Vsetín und ab 1738 in Všechovice geführt. Bis zur Mitte des 19. Jahrhunderts bildete Malhotice immer ein eigenständiges Lehngut.
Nach der Aufhebung der Patrimonialherrschaften bildete Malhotice/Malhotitz ab 1850 eine Gemeinde in der Bezirkshauptmannschaft Holleschau. 1868 wurde die Gemeinde dem Bezirk Mährisch Weißkirchen zugeordnet. Mit dem Tode von Friedrich Bojakowsky von Malhotitz erlosch 1925 der Malhotitzer Familienzweig im Mannesstamme. Im Zuge der Bodenreform wurden Teile des Gutes 1926 parzelliert. Das Gut erbte seine Tochter Marie Dietzschold-Bojakowsky, die es 1928 an die Familien Janáčkov, Skuherský und Januškov verkaufte. Nach der Aufhebung des Okres Hranice wurde Malhotice 1960 dem Okres Přerov zugeordnet. 1976 wurde das Dorf zunächst dem Örtlichen Nationalausschuss Všechovice angeschlossen und seit 1983 gänzlich nach Všechovice eingemeindet. Seit dem 24. November 1990 bildet Malhotice wieder eine eigene Gemeinde.

## Wappen
Malhotice führt seit dem 11. Mai 2001 ein Wappen und Banner. Das zweigeteilte Wappen zeigt im oberen Feld einen schwarzen Ziegenbock mit roter Zunge und silbernem Drachenflügel auf silbernem und rotem Grund. Das untere Feld stellte einen silbernen Drachenschweif auf grünem Grund dar. Der Bock und die Farben des oberen Feldes sind dem Wappen der Bojakovský von Malhotice entlehnt, der Drache ist das Wappentier der Obešlík von Litultovice.

## Gemeindegliederung
Für die Gemeinde Malhotice sind keine Ortsteile ausgewiesen. Zu Malhotice gehört die Ansiedlung Váňův Mlýn.

## Sehenswürdigkeiten
- Schloss Malhotice, es entstand in der zweiten Hälfte des 16. Jahrhunderts anstelle der alten Feste als Renaissancebau für die Obešlík von Litultovice. Wilhelm Bojakowsky ließ das Schloss zu Beginn des 19. Jahrhunderts im Empirestil umgestalten und von einem Landschaftspark umgeben. Seit der zweiten Hälfte des 20. Jahrhunderts dient das Schloss als Sitz der Gemeindeverwaltung und als Schule. Durch die dafür vorgenommenen Umbauten ging der ursprüngliche Charakter als Herrensitz vollständig verloren.
- Kirche der Unbefleckten Empfängnis Mariä, erbaut 1913–1914
- Grablege des Geschlechts Bojakowsky von Malhotitz, auf dem Friedhof
- zwei gegenüberstehende Kapellen und Gedenkstein an der Straße nach Všechovice, sie wurden am Platz der Ermordung von Christoph Bujakowsky von Knurow errichtet und wurden zu späterer Zeit mit der falschen Jahreszahl 1624 versehen.